# Affaire Carolin Stenvall
L'affaire Carolin Stenvall commence en septembre 2008 avec la disparition de cette jeune femme de 29 ans dans le grand nord suédois. Elle s'achève en 2009 avec la condamnation du meurtrier, Toni Alldén, à la réclusion criminelle à perpétuité.
Cette affaire criminelle est largement médiatisée en Suède, la presse locale et nationale s'en emparant dès le lendemain de la disparition. Deux éléments marquent particulièrement l'opinion : d'une part, la personnalité du meurtrier, bon père de famille sans antécédents judiciaires, et d'autre part, sa défense lors des procès. Il soutient en effet la thèse d'un accident, tout en reconnaissant avoir volontairement tiré par deux fois sur sa victime.

## La disparition
Le vendredi 12 septembre 2008, Carolin Stenvall quitte au volant de sa voiture son domicile de Piteå (dans le nord de la Suède) pour se rendre chez des amis à Kiruna, 400 km plus au nord. Elle a prévu d'y passer la nuit avant de se rendre le lendemain à un entretien d'embauche à l'hôtel de glace de Jukkasjärvi.
Le samedi matin, les amis de la jeune femme appellent son compagnon pour le prévenir qu'elle n'est jamais arrivée. Ce dernier alerte immédiatement la police. En début d'après-midi, les policiers parviennent à localiser le téléphone mobile de Carolin dans une zone située quelques kilomètres à l'est de Gällivare, à une centaine de kilomètres au sud de Kiruna. Une patrouille envoyée sur les lieux découvre la Ford Focus bleue de la jeune femme abandonnée portières closes sur l'aire de repos de Stenbron (67° 06′ 19″ N, 20° 53′ 56″ E), en bordure de la route E10. Cette aire de repos située près d'un cours d'eau est bien connue des touristes, chauffeurs de poids-lourds et des habitants de Gällivare. Aucune trace de la jeune femme n'est retrouvée à proximité.
La presse locale et nationale s'empare immédiatement de l'affaire. Dans la journée du dimanche, des battues sont organisées autour du lieu de la disparition et des plongeurs effectuent des recherches dans le cours d'eau, mais en vain. Les policiers ouvrent une enquête pour disparition inquiétante, l'hypothèse d'une fugue étant écartée en raison de la personnalité de la jeune femme et du lieu et des circonstances de sa disparition.

## Les premières pistes
La police diffuse une photographie de Carolin qui est largement reprise dans la presse. Les témoignages affluent et dans les semaines qui suivent la disparition, les policiers reçoivent jusqu’à cinq cents appels.
Parmi les premières pistes suivies par les enquêteurs figure celle du géocaching, une activité de loisir que pratiquait Carolin. L'aire de repos de Stenbron étant située à proximité d'une géocache, on imagine que la jeune femme aurait pu y rencontrer un autre adepte. On recherche également un jeune auto-stoppeur qui aurait été aperçu le long de la route empruntée par Carolin. Divers véhicules font également l'objet d'un signalement, parmi lesquels une Volvo bleue dont la présence a été signalée sur l'aire de repos le jour de la disparition.
Ces premières pistes n'aboutissent toutefois à aucun résultat tangible, et deux semaines après la disparition, l'enquête semble au point mort.

## La piste du break Audi
Sur la base d'une information fournie par un couple de retraités, les enquêteurs se rendent le 30 septembre sur l'aire de repos 58 au bord de la route E10, à 58 kilomètres au sud de Gällivare. Le lendemain de la disparition, ce couple, de retour d'une partie de pêche, remarque au sol une large tache de sang au milieu de laquelle on distingue ce qui s'apparente à des morceaux de cervelle. Pensant à l'acte d'un braconnier, ils cherchent en vain le corps d'un animal dans les environs avant de rentrer chez eux. Dans la soirée, ils apprennent aux informations la disparition de Carolin et font immédiatement le rapprochement. Le lundi, ils se rendent au poste de police de Gällivare.
Sur les lieux, les policiers découvrent notamment des cartouches et des fragments d'os humains. Plus loin, un chien les conduit vers un ravin où est retrouvé un tapis de sol taché de sang. Ce tapis est identifié comme provenant du coffre d'une Audi 100 break modèle 1992. Les enquêteurs décident alors de convoquer pour vérification les 83 propriétaires d'un tel véhicule domiciliés à Gällivare.

## Toni Alldén
Dans le cadre des interrogatoires des propriétaires d'Audi 100 break résidant à Gällivare, Toni Alldén, un homme de 51 ans, marié et père de trois enfants, est entendu par les enquêteurs le jeudi 16 octobre 2008. Au cours de son interrogatoire, l'homme reconnait avoir changé tout récemment le tapis de sol dans le coffre de sa voiture. Les techniciens de la police scientifique qui examinent au même moment le véhicule y trouvent de larges traces de sang, dans le coffre et sur le siège avant.
En l'espace de quelques heures, Toni Alldén devient le principal suspect dans l'enquête sur la disparition de Carolin Stenvall. Le procureur est alerté et décide de sa mise en examen. L'annonce de l'arrestation fait immédiatement les gros titres des journaux.
La presse dresse alors le portrait d'un individu sans aucun antécédent judiciaire, bon père de famille et bien intégré dans la communauté locale.

## Les aveux
Alldén commence par nier toute implication dans la disparition de Carolin, mais les éléments à charge s'accumulent rapidement, les analyses montrant que le sang prélevé dans le coffre de sa voiture est bien celui de la jeune femme. Pendant le weekend du 18 au 19 octobre, il tente de se suicider dans sa cellule. Le lundi, il reconnait être responsable de la mort de Carolin, mais affirme qu'il s'agit d'un accident.
Le récit qu'Alldén fait aux enquêteurs est le suivant. Le 12 septembre, il aurait rencontré Carolin Stenvall sur l'aire de repos de Stenbron. La jeune femme l'aurait pris à partie verbalement au sujet de sa conduite. Il l'aurait « repoussée » et elle serait mal tombée, sa tête heurtant l'attache-remorque à l'arrière de son véhicule. Pris de panique, il l'aurait alors mise dans son coffre et aurait conduit plusieurs heures sans savoir quoi faire. Il se serait finalement rendu sur l'aire de repos 58, où il aurait frappé la jeune femme avec un marteau pour confirmer qu'elle n'était plus en vie.
Alldén affirme ne pas se souvenir de la suite des événements : le lendemain, il se serait réveillé à côté d'une bouteille de whisky.

## Découverte du corps
Affirmant dans un premier temps qu'il ne sait pas ce qu'il a fait du corps, Alldén envoie ensuite les enquêteurs sur des fausses pistes. Mais le 22 octobre, il pointe sur une carte et décrit avec précision un lieu situé près de Lansjärv (66° 39′ 15″ N, 22° 11′ 45″ E) à une centaine de kilomètres au sud de Gällivare. Il déclare également avoir non pas frappé Carolin avec un marteau, mais lui avoir tiré une balle de fusil, alors qu'elle était déjà morte.
Le corps partiellement brûlé de Carolin est effectivement retrouvé sur les indications d'Alldén. L'autopsie confirme que la jeune femme a bien été atteinte d'une balle dans le dos, mais relève aussi que cette balle a causé une hémorragie interne. La jeune femme était donc en vie lorsqu'Alldén a tiré. On constate par ailleurs des traces de coups violents sur son visage et sur sa nuque.
Alldén indique également aux enquêteurs un autre lieu, où il a brûlé puis caché le corps pendant deux semaines avant de le déplacer. On y retrouve un soutien-gorge et une chaussette appartenant à la victime.

## Le procès
Alldén est soumis à un examen psychiatrique dont il ressort qu'il est sain d'esprit. Le procès s'ouvre le 2 mars 2009 devant le tribunal de Gällivare. Les trois chefs d'inculpation sont les suivants : meurtre, enlèvement, et recel de cadavre.
L'objectif de la défense est d'obtenir une requalification en homicide involontaire et recel de cadavre, c'est-à-dire de montrer que Carolin était déjà décédée lorsqu'Alldén lui a tiré dans le dos. Cette version est toutefois mise à mal par les résultats de l'autopsie d'une part, et par l'expertise balistique d'autre part. Celle-ci montre en effet que Caroline était debout lorsqu'une première balle l'a atteinte dans le dos, et qu'elle était à terre lorsqu'une deuxième balle lui a traversé la boite crânienne.
Reconnu coupable, Alldén est condamné à la réclusion criminelle à perpétuité.

## En appel
Pour son procès en appel, Alldén choisit un nouvel avocat. Celui-ci s'efforce de montrer que la mort de Carolin est accidentelle en s'appuyant sur trois arguments :
- il estime possible que Carolin était déjà morte quand Alldén lui a tiré dessus à deux reprises,
- il met en parallèle le cas de son client avec une autre affaire datant de 1990, dans laquelle une femme ayant tué un homme qu'elle croyait mort en cherchant à se débarrasser du cadavre a été condamné pour homicide involontaire,
- il affirme que les indices prélevés sur l'aire de repos 58, sur lesquels repose en partie l'expertise balistique, sont irrecevables car les enquêteurs s'y sont rendus pour la première fois dix-huit jours après les faits[9].

La cour d’appel du Haut-Norrland confirme toutefois la condamnation d'Alldén à la prison à vie.

## Zones d'ombre
L'enquête et les procès n'ont pas permis d'établir ce qui s'est réellement passé lorsque Carolin Stenvall a croisé le chemin de son meurtrier le 12 septembre 2008. Il n'est du reste pas certain que cette rencontre ait eu lieu à l'aire de repos de Stenbron. Les déclarations d'Alldén ont été contredites par les éléments matériels. Durant les procès, l'accusation a proposé trois scénarios. L'un d'eux est celui d'un crime à motif sexuel, le corps de Carolin ayant été retrouvé partiellement dénudé.
Les deux autres reposent sur la dépendance à l'alcool de l'accusé. L'enquête a en effet montré qu'Alldén buvait de façon plus qu'immodérée dans les semaines et les jours qui ont précédé le meurtre. Dans le deuxième scénario, Alldén, sous l'emprise de l'alcool, ne se serait pas contenté comme il l'a affirmé de « repousser » Carolin lors de leur altercation, mais l'aurait violemment frappée. Le troisième scénario est que, conduisant en état d'ébriété, il aurait renversé Carolin avec sa voiture.